# TV3 (Ierland)

Logo

TV3 is het enige commerciële televisiestation van Ierland. In 2005 is nog slechts 10% van het bedrijf in de handen van de originele oprichters van TV3, het zg. TV3 consortium. TV3 Television Network Limited is daarnaast in gedeeld eigendom van ITV plc, het grootste Britse commerciële televisiestation, en CanWest Global Communications, een Canadees bedrijf.
De zender begon de uitzendingen op 20 september 1998, en heeft in mei 2005 een 13,5% kijkersaandeel. De hoofdstudio's van de zender zijn in Ballymount, Dublin.

## Geschiedenis
TV3 werd opgericht met als oogpunt het derde Ierse kanaal te worden, en het kostte bijna tien jaar tussen eerste planning en eerste uitzending. In 1990 kreeg het TV3 consortium de eerste uitzendrechten, maar nadat er vertraging was in het opzetten van het station werden deze rechten ingetrokken. In 1993 werden ze, na een rechtszaak, weer teruggegeven. Leden van U2 en de eigenaar van de Windmill Lane Studios waar U2 menig album had opgenomen, maakten deel uit van het consortium. 
In die tijd werd er een overeenkomst gesloten met UTV, de ITV-tak in Noord-Ierland, en werd 49% van het bedrijf verkocht om geld bijeen te krijgen om in faciliteiten te investeren. UTV had het op drie na grootste marktaandeel, en kabelmaatschappijen wilden UTV niet inruilen voor het jonge, onbekende TV3. De nieuwe aandeelhouders trokken zich in 1995 dan ook terug en het project stond opnieuw stil. 
In 1997 besloot CanWest een groot aandeel te kopen in het bedrijf, en TV3 maakte zijn eerste uitzending in 1998. Aangezien op dat moment het Ierstalige station TG4 al twee jaar in de lucht was, was dat "het" derde Ierse station, en TV3 werd zo het vierde station, en het eerste commerciële.  
In 2000 kocht Granada Media plc (een voorloper van ITV plc) 45% van het bedrijf van het originele TV3 consortium. Dit was onderdeel van een contract dat werd gesloten, waardoor TV3 bepaalde programma's tegelijk ging uitzenden met Granada's ITV kanaal. De populaire Britse soaps Coronation Street en Emmerdale werden verschoven van RTÉ One (een van de twee originele Ierse zenders) naar TV3. Het aandeel van Granada plc werd overgenomen door ITV toen Granada met Carlton samenging op 2 februari 2004. 
Rick Hetherington is de chief executive van TV3, James Morris is de chairman.

## Programmering
TV3 produceert weinig echt Ierse programma's, vergeleken met RTÉ. Naast nieuws- en sportberichten is veel van TV3s programmering hetzelfde als die van Britse zuster Granada Television: aangekochte programma's uit de Verenigde Staten en films. 
In 2005 kreeg TV3 de rechten om hoogtepunten van de Formule 1 uit te zenden. Het nieuwe Ierse sportkanaal Setanta Sports heeft de exclusieve rechten om de races uit te zenden. 
Ireland AM is de ontbijtshow van de zender en is het enige live-ontbijtprogramma op de Ierse televisie. Het wordt uitgezonden tussen 7 en 10 uur 's ochtends, met ieder half uur nieuwsberichten. 